# Val de Saire

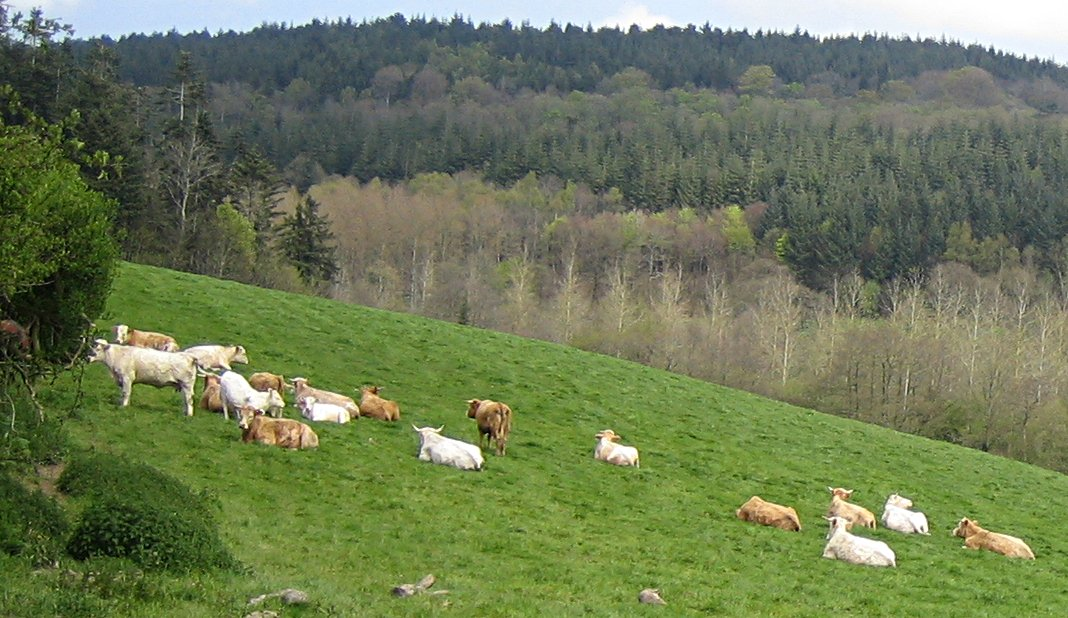
Kühe auf den Wiesen des Val de Saire

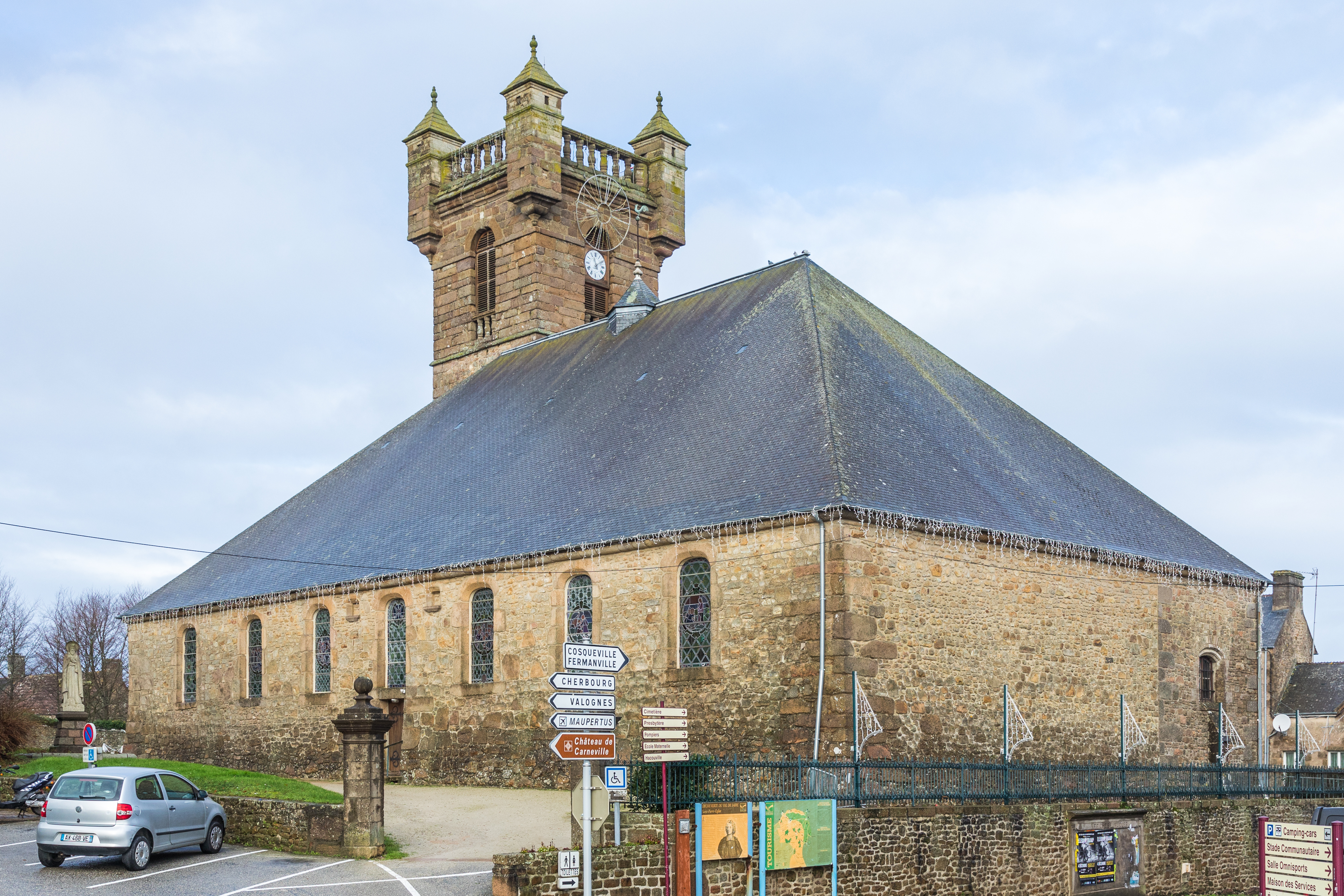
Saint-Pierre-Église bei Cherbourg

Val de Saire ist eine Landschaft im normannischen Cotentin im äußersten Nordosten des Départements Manche; Dort liegt das Pointe de Barfleur. Im Süden liegt das Plain. Der Name bezieht sich auf den Küstenfluss Saire, der in der Gemeinde Le Mesnil-au-Val entspringt und nach etwa 30 km zwischen Réville et Saint-Vaast-la-Hougue, in der Nähe der Pointe de Saire und der Insel Tatihou, in den Ärmelkanal fließt. Saint-Vaast, das ursprünglich nicht zum Val de Saire gerechnet wurde, ist heute neben Barfleur der wichtigste Hafen der Landschaft. Variszische Granite kommen zum Aufschluss in Fermanville und in Barfleur.
Weitere wichtige Orte sind Saint-Pierre-Église, Gatteville und Tocqueville.
Die 242 Meter lange Brücke (Viaduc) von Fermanville wurde von der seit langem aufgelassenen Bahnlinie Cherbourg-Barfleur genutzt. Diese Bahnstrecke bekam den normannischsprachigen Spitznamen tue-vaques (fz. tue-vaches), weil die Züge angeblich mehrere Kühe getötet hätten.
Val de Saire war eines von vier Archidiakonaten des Bistums Coutances, neben den angrenzenden Archidiakonaten La Hague (Cherbourg) und Valognes, sowie dem Archidiakonat Bauptois.
Während der Personalunion zwischen dem Königreich England und dem Herzogtum Normandie (1066–1204) war Barfleur der beliebteste Hafen der Herrscher, um nach und von England überzusetzen.
Die heilige Adelheid, Adela von Frankreich († 1079), Tochter des Königs Robert des Frommen und Ehefrau des Herzogs Richard III. der Normandie, führte den Titel einer „Gräfin von Contenance“, und damit einer Grafschaft, die nicht identifizierbar ist. Hierzu schreibt David C. Douglas in Wilhelm der Eroberer, Herzog der Normandie: „... verlieh zu Beginn des zweiten Viertels des 11. Jahrhunderts Herzog Richard III., der Onkel des Eroberers, seiner Frau Adela sämtliche pagi von Saire, La Hague und Bauptois im äußersten Norden des Cotentin“.